# La Reforma, Cosautlán de Carvajal
La Reforma är en ort i Mexiko.   Den ligger i kommunen Cosautlán de Carvajal och delstaten Veracruz, i den sydöstra delen av landet, 230 km öster om huvudstaden Mexico City. La Reforma ligger 1 032 meter över havet och antalet invånare är 577.
Terrängen runt La Reforma är kuperad. Runt La Reforma är det ganska tätbefolkat, med 214 invånare per kvadratkilometer. Närmaste större samhälle är Coatepec, 14,2 km norr om La Reforma. I omgivningarna runt La Reforma växer huvudsakligen savannskog.